# أدراميليتش

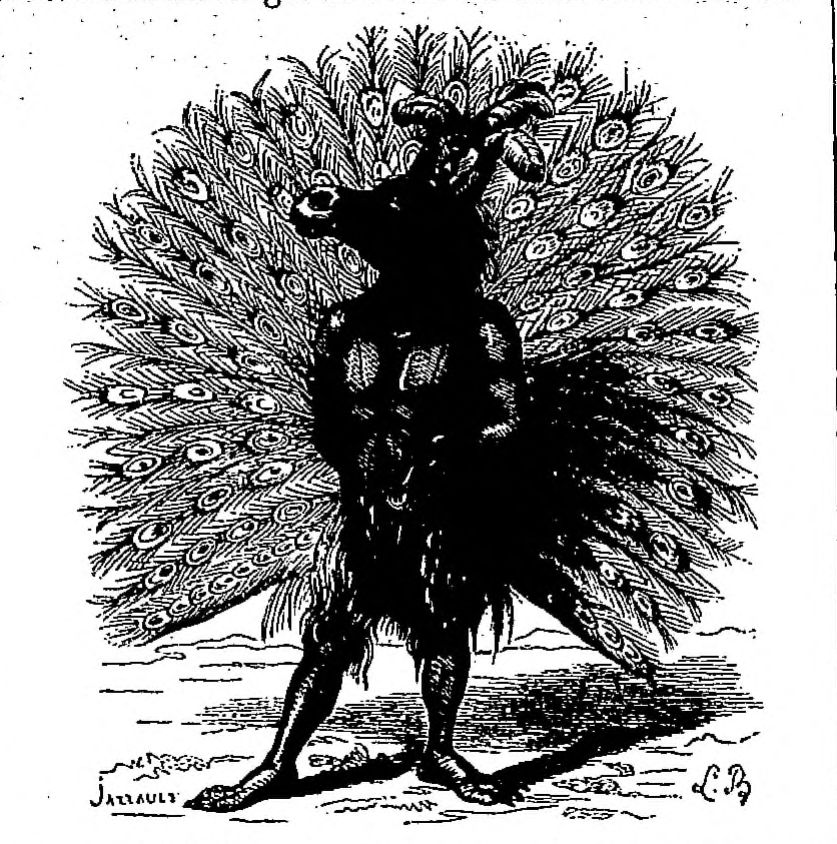
تصوير لأدراميليتش من قاموس الأبالسة.

أدراميليتش (بالإنجليزية: Adramelech and Adrammelech)‏ في الميثولوجيا اليهودية، هو أحد أبالسة الجحيم الكبار، ومستشار الشيطان. صوروه على هيئة قنطور يضاجع النساء. وهو ملاك ساقط. وهناك شخصية أخرى تحمل نفس الاسم، وهو مقدس من المقدسين البابليين الذين كان يُضحى لهم بالأطفال، كما ورد في سفر الملوك الثاني (17:13). وقد يكون هو رب الشمس الذي عبد في سيبار (سيفارافيم).

## في الأدب
يظهر أدراميليتش كعنوان لقصيدة لفريدريش هولدرلين وكشخصية شيطانية مهزومة في الفردوس المفقود لجون ميلتون. هناك هو أحد محاربي الشيطان الذين يختفون بعد معركة الجنة.